# 482 Petrina
482 Petrina è un asteroide della fascia principale del diametro medio di circa 46,57 km. Scoperto nel 1902, presenta un'orbita caratterizzata da un semiasse maggiore pari a 2,9982298 UA e da un'eccentricità di 0,1027737, inclinata di 14,46214° rispetto all'eclittica.
Il suo nome fu dedicato al cane "Peter" dello scopritore.